# Lindalva Justo de Oliveira
Lindalva Justo de Oliveira (1953 - 1993), était une religieuse brésilienne, des Filles de la charité. Proclamée martyre de la foi, elle est vénérée comme bienheureuse par l'Église catholique. Elle est commémorée le 7 janvier selon le Martyrologe romain. Elle est la première femme béatifiée au Brésil,.

## Biographie
Lindalva Justo de Oliveira est née le 20 octobre 1953 à Sitio Malhada da Areia, modeste bourgade près d'Assu, municipalité de l'État de Rio Grande do Norte. Elle est issue d'une famille d'agriculteurs. Dès son plus jeune âge, elle aime la piété et les œuvres de charité, prenant modèle sur sa mère. Partie étudier à Natal, elle obtient en 1979 un diplôme d'assistant administratif.
Pendant dix ans, elle enchaîne des travaux de toute sorte, envoyant une partie de son salaire à sa famille, qui est dans le besoin. Continuant à se mettre au service d'œuvres caritatives, elle y perçoit sa vocation religieuse.
Le 11 février 1988, elle entre chez les Filles de la charité. Après avoir terminé son noviciat à Salvador de Bahia, sœur Lindalva reçut en 1991 la responsabilité de la section masculine d'une maison de retraite, comptant à sa charge environ 40 personnes âgées. Elle se distinguait de ses compagnes par son dévouement et son sens du service.
Le 9 avril 1993, à son retour d'un Chemin de croix dans le cadre des festivités du vendredi saint, elle fut assassinée par l'un des pensionnaires de son service, ayant auparavant défendu sa virginité face à ses avances,.

## Béatification
- 2000 : ouverture de la cause en béatification et canonisation
- 16 décembre 2006 : le pape Benoît XVI lui attribue le titre de martyr de la foi et signe le décret de béatification.
- 2 décembre 2007 : béatification célébrée à Salvador (Bahia) par le cardinal José Saraiva Martins, au nom du pape Benoît XVI.

Fête liturgique fixée au 7 janvier.